# Liostola
Liostola is een kevergeslacht uit de familie van de boktorren (Cerambycidae). De wetenschappelijke naam van het geslacht werd voor het eerst geldig gepubliceerd in 1962 door Zajciw.

## Soorten
Liostola is monotypisch en omvat slechts de volgende soort:
- Liostola nitida Zajciw, 1962